# Donk
donk（ドンク、2007年1月25日 - ）は、ロシア・トムスク出身の『カウンターストライク2』のプロゲーマー。本名は、ダニール・クリシュコベツ（ロシア語: Данил Крышковец）。Team Spirit所属。

## 生い立ち
2007年1月25日、ロシアのトムスクで生まれる。4歳のとき、兄から『カウンターストライク』を教えてもらいプレイし始める。のちに『カウンターストライク：グローバルオフェンシブ』に移行し、14歳でFACEIT Pro League Challengerに参加。

## 経歴
2021年、Team Spiritのスカウト担当であるOverdriveの目に留まり、Team Spirit Academyに推薦され加入。2年間在籍した。
2023年7月、Team Spiritのメインロースターに昇格。昇格後初めての大会、CCT North Europe Series #6に出場し優勝。また、初めてのオフライン大会としてDunav Party 2023に出場し、優勝した。12月5日から10日にかけて開催されたBetBoom Dacha 2023では、決勝でVirtus.proを破り優勝。HLTV MVPを受賞し、史上2番目に若い受賞者となった。
2024年2月、IEM Katowice 2024では、決勝でFaZe Clanを破り優勝した。2度目のHLTV MVPを受賞し、1.70のレイティングで大会を終えた。初めてのメジャー大会となるPGL Major Copenhagen 2024では、プレーオフに進出したが、準々決勝でFaZe Clanに敗れベスト8で大会を終えた。メジャー大会終了後、BetBoom Dacha Belgrade 2024では、決勝でMOUZに敗れ準優勝だったが、3度目のHLTV MVPを受賞した。BLAST Premier Spring Final 2024では、Natus Vincereを破り優勝。5度目のHLTV MVPを受賞し、チームがHLTV世界ランキングで初めて1位になった。Perfect World Shanghai Major 2024では、決勝でFaZe Clanを破り優勝。6度目のHLTV MVPを受賞し、メジャーMVP受賞の最年少記録を更新した。

## 主な戦績
| 順位        | 大会名                            | 開催地         | 開催日                  |
| Team Spirit | Team Spirit                       | Team Spirit    | Team Spirit             |
| ----------- | --------------------------------- | -------------- | ----------------------- |
| 1           | BetBoom Dacha 2023                | ドバイ         | 2023年12月5日–12月10日  |
| 1           | IEM Katowice 2024                 | カトヴィツェ   | 2024年1月31日–2月11日   |
| 2           | BetBoom Dacha Belgrade 2024       | ベオグラード   | 2024年1月31日–2月11日   |
| 3           | IEM Dallas 2024                   | ダラス         | 2024年5月27日–6月2日    |
| 1           | BLAST Premier Spring Final 2024   | ロンドン       | 2024年6月12日–6月16日   |
| 1           | BetBoom Dacha Belgrade Season 2   | ベオグラード   | 2024年8月24日–9月1日    |
| 2           | BLAST Premier World Final 2024    | セントーサ島   | 2024年10月30日–11月3日  |
| 1           | Perfect World Shanghai Major 2024 | 上海市         | 2024年11月30日–12月15日 |
| 1           | BLAST Bounty 2025 Season 1 Finals | コペンハーゲン | 2025年1月23日–1月26日   |
| 2           | IEM Katowice 2025                 | カトヴィツェ   | 2025年1月29日–2月9日    |